# Un cas pour deux (série télévisée, 2014)
Ne doit pas être confondu avec Un cas pour deux (série télévisée, 1981).
Un cas pour deux 2014 (Ein Fall für zwei 2014) est une série télévisée allemande créée par André Zoch d'après la série Un cas pour deux créée par Karl Heinz Willschrei, et diffusée depuis le 9 mai 2014 sur ZDF. La série est un reboot de la série de 1981.
En France, la série a été diffusée à partir du 9 juillet 2018 sur France 3. Elle reste inédite dans les autres pays francophones.

## Synopsis
À Francfort-sur-le-Main, le détective privé Leo Oswald et l'avocat Benni Hornberg sont amis d'enfance. Ils décident de s'unir pour aider des innocents.

## Distribution
- Antoine Monot, Jr. (VF : Franck Sportis) : Me Benni Hornberg, avocat
- Wanja Mues (VF : Eilias Changuel) : Leo Oswald, détective
- Bettina Zimmermann (VF : Marie Zidi) : Claudia Strauss, procureure
- Sina Tkotsch : Nele, amie de Léo (saisons 1 à 5)
- Emilia Bernsdorf (de) : Nina, la fille de Benni (depuis la saison 3)

## Épisodes

### Première saison (2014)
Diffusion originale du 9 mai au 30 mai 2014 sur la ZDF.
1. Une amitié compliquée (Verhängnisvolle Freundschaft)
2. Une coupable toute désignée (Mörderisches Vertrauen)
3. titre français inconnu (Gefahr hinter Gittern) - inédit dans les pays francophones
4. Dans une autre vie (Tödliche Vergangenheit)

### Seconde saison (2015)
Diffusion originale du 30 octobre au 20 novembre 2015 sur la ZDF.
1. Angle mort (Der blinde Fleck) - Apparition de Josef Matula à une station service, au milieu de l'épisode.
2. Par manque de preuves (Aus Mangel an Beweisen)
3. La Grande muraille de Chine (Die chinesische Mauer)
4. Rivalités en cuisine (Grüne Soße)

### Troisième saison (2016)
Diffusion originale du 21 octobre au 25 novembre 2016 sur la ZDF.
1. La Brebis galeuse (Das schwarze Schaf)
2. Impuissants (Machtlos)
3. Le Stress du pilote de ligne (Zerplatzter Traum)
4. Sous le feu des projecteurs (Glamourgirl)
5. Titre français inconnu (Gemeinsam einsam)
6. L'Appartement (Das Apartment)

### Quatrième saison (2017)
Diffusion originale du 20 octobre au 17 novembre 2017 sur la ZDF.
1. Sans scrupules (Ohne Skrupel) Leo Oswald a changé de bateau et de voiture grâce à l'héritage de sa mère (décédée). Me Benni Hornberg a aussi un nouvel appartement où vient sa fille. Il est devenu ami avec la procureur.
2. Mort sur un chantier (Mord am Bau)
3. titre français inconnu (Notenwahn)
4. Une affaire de famille (Der Abschiedsbrief)

### Cinquième saison (2018)
Diffusion originale du 19 octobre au 9 novembre 2018 sur la ZDF.
1. Addiction (Familienbande)
2. La Pomme de la discorde (Der geteilte Apfel)
3. Mort d'un pilote (Tod eines Piloten)
4. Bolognaise mortelle (Bolognese mortale)

### Sixième saison (2019)
Diffusion originale du 29 novembre au 27 décembre 2019 sur la ZDF.
1. Soirées privées (Im schatten der Venus)
2. Arrêt cardiaque (Herzstillstand)
3. La Quête du père (Adem)
4. Semi-liberté (Freigänger)

### Septième saison (2021)
Diffusion originale du 27 août au 17 septembre 2021 sur la ZDF.
1. Animaux exotiques (Die falsche Schlange)
2. Sortie de rails (Entgleist)
3. Faute de preuves (Advokaten und Mörder)
4. La Taupe (Notwehr)

### Huitième saison (2022)
Diffusion originale du 13 mai au 3 juin 2022 sur la ZDF.
1. Chasseurs de trésors (Paketbombe)
2. Un monde connecté (Kanalratten)
3. Anguille sous roche (In Liebe W.)
4. Négligence mortelle (Tod auf der Zora)

### Neuvième saison (2023)
Diffusion originale du 5 mai au 26 mai 2023 sur la ZDF.
1. Sondengänger
2. Am Ende des Regenbogens
3. Kleine Fische
4. Tödlicher Fehler

### Dixième saison (2024)
Diffusion originale du 13 septembre au 4 octobre 2024 sur la ZDF.
1. Showbizz
2. Entzweit
3. Die letzte Lieferung
4. Spurlos verschwunden

## Personnages

### Leo Oswald
C'est un aventurier qui a fait plusieurs voyages autour du monde. On sait qu'il a passé vingt ans en Amérique du sud. En 2014, il décide de revenir en Allemagne où il vit sur une péniche. Au cours du premier épisode de la série, il est accusé à tort de meurtre. Leo demande alors l'aide de son ami l'avocat Benni Hornberg, qu'il n'a pas revu depuis le lycée. À la fin du premier épisode de la série, une fois Leo innocenté, les deux amis retrouvés décident de s'associer : Leo devient détective professionnel.

### Benni Hornberg
Avocat, fils d'avocat, il est spécialisé dans les assurances, dans un service juridique dirigé par son beau-père, qui le considère comme naïf et médiocre. Pour tout arranger, sa femme, avec qui il a une fille, Nina, le trompe avec un prof de yoga. Après avoir découvert l'infidélité de son épouse, il quitte la maison, se sentant humilié et désespéré. Quand il retrouve son vieux copain de lycée, accusé à tort, et qu'il assure sa défense, l'amitié renaissante lui donne une nouvelle énergie. Ensemble, ils découvrent la vérité dans la ténébreuse affaire. À la fin de ce premier épisode, les deux amis décident de s'associer, Leo comme détective, Benni comme avocat pénaliste.
Puis il doit régler le divorce avec sa femme qui veut tout lui faire perdre.

## Commentaires
Pour la chaîne ZDF, la série est un reboot alors que France 3 considère qu'il s'agit de la suite de la série de 1981.
Matula, le détective privé de la série initiale fait une apparition dans le premier épisode de la saison deux.